# Mergus
Mergus és un gènere d'ocells aquàtics de la tribu Mergini, dins la subfamília dels anatins (Anatinae), i la família dels anàtids (Anatidae). Són ocells d'hàbits costaners que crien a la ecozona holàrtica, a excepció d'una espècie de Sud-amèrica i altra (extinta) d'Auckland. Són coneguts com a becs de serra. Dues espècies d'aquest gènere, els bec de serra mitjà i gros, poden arribar, si bé en molt petit nombre, als Països Catalans.

## Taxonomia
Segons la classificació del Congrés Ornitològic Internacional (versió 2.5, 2010) aquest gènere està format per 4 espècies vives: 
- Mergus merganser - Bec de serra gros.
- Mergus octosetaceus - Bec de serra sud-americà.
- Mergus serrator - Bec de serra mitjà.
- Mergus squamatus - Bec de serra de la Xina.
- Mergus australis - Bec de serra d'Auckland, extingit a les primeries del segle xx